# 殖産住宅
殖産住宅株式会社（しょくさんじゅうたく）は、かつて存在した日本の建設会社・不動産会社である。

## 概要
かつては木造住宅の大手で、太平住宅・日本電建とともに「割賦三社」と呼ばれていた。高級住宅ブランド「ホーメスト」を手掛け、CMの「ホーム、ホーマー、ホーメスト」のキャッチフレーズで知られた。その手法は、タマホームが引き継いでいる。
経営破綻する前は三和グループのメンバーであり三和系企業で設立されたみどり会のメンバーだったが、2002年に経営破綻し新築住宅事業をペイントハウス（後のティエムシー）の子会社に譲渡。現在は首都圏及び東海・関西においてリフォーム事業を手がけている。

## 沿革
- 1950年（昭和25年）6月18日 - 殖産住宅相互株式会社設立。
- 1972年（昭和47年）10月 - 東京証券取引所1部上場。
- 1983年（昭和58年）
  - 7月 - 西日本殖産ホームサービス株式会社及び東日本殖産ホームサービス株式会社を設立。
  - 11月 - 殖産浮山温泉株式会社設立。
- 1999年（平成11年）6月 - ホーメスト不動産株式会社設立。
- 2002年（平成14年）
  - 1月13日 - 民事再生法申請。負債総額は約135億円[3]。
  - 2月 - 新築住宅事業をペイントハウス子会社に譲渡。
  - 4月14日 - 東証一部上場廃止[4]。
  - 6月 - 社名を殖産住宅株式会社に変更。

## 創業者
創業者の東郷民安（1916-2003）は、静岡高等学校 (旧制)、東京帝国大学経済学部を経て、陸軍航空本部付主計中尉として建設資材などの調達にあたった。戦後、建材業を始め、1950年に注文住宅の殖産住宅相互を創業、社長に就任した。頭金不要、安い掛け金という積み立て割賦販売方式による住宅分譲で会社を急成長させ、著書『すまいのパンセ』（実業之日本社、1972年）も出した。
だが1973年、株式上場を巡る所得税脱税事件（殖産住宅事件）で東京地検特捜部に逮捕され、会長を辞任。個人の脱税としては当時史上最高の約26億円を認定され、1984年に最高裁で懲役2年6ケ月、執行猶予3年、罰金4億円の罪が確定。1985年罰金支払い不能のため労役収監されるが、胃がんの手術のため労役執行停止。翌年に『罠―殖産住宅の真実』（講談社、1986年／新版・政経情報社、1989年）を出し、東京不服審判の裁決書に対し行政訴訟を申し立てた。息子に東郷昌和、娘の恵美子は高橋幸宏の元妻。

## 関連会社
- 殖産浮山温泉株式会社

## 過去の広告出演者
- 田村高廣
- 志水季里子
- 竹下景子
- 安達祐実